# Liste der Monuments historiques in Ambrières
Die Liste der Monuments historiques in Ambrières führt die Monuments historiques in der französischen Gemeinde Ambrières auf.

## Liste der Immobilien
| Bezeichnung                    | Beschreibung | Standort                  | Kennzeichnung | Schutzstatus | Datum | Bild           |
| ------------------------------ | --- | ------------------------- | ------------- | ------------ | ----- | -------------- |
| Kloster Haute-Fontaine         | 1136 gegründet, Klosteranlagen ab 1670 neu errichtet, um 1791 aufgelöst; von der 1840 abgebrochenen Kirche aus dem 12. Jahrhundert ein Joch erhalten, Ruinen des West- und Südflügels des Kreuzgang mit angebauten Gebäuden | westlich des Ortes (Lage) | PA00078566    | Inscrit      | 1979  | weitere Bilder |
| Kirche Assomption-de-la-Vierge | aus dem 12. und 13. Jahrhundert, zwischen 1926 und 1935 um ca. 300 m versetzt | Rue Tenotte (Lage)        | PA00078567    | Classé       | 1918  | weitere Bilder |

## Liste der Objekte
| Bezeichnung             | Beschreibung                     | Standort                                     | Kennzeichnung | Schutzstatus | Datum | Bild |
| ----------------------- | -------------------------------- | -------------------------------------------- | ------------- | ------------ | ----- | ---- |
| Tabernakel              | Holz, vergoldet, 18. Jahrhundert | in der Kirche Assomption-de-la-Vierge (Lage) | PM51003287    | Inscrit      | 1991  |      |
| Triumphbogen und -kreuz | Holz, 16. Jahrhundert            | in der Kirche Assomption-de-la-Vierge (Lage) | PM51000008    | Classé       | 1966  |      |